# Айсрізенвельт
Айсрізенвельт (нім. Eisriesenwelt) — система печер в Тенненгебірзі  (земля Зальцбургу Австрія). Розташована неподалік від міста Верфен. Назва Айсрізенвельт у перекладі з німецької мови означає «світ крижаних гігантів».

## Опис
Айсрізенвельт є найбільшою льодовою печерою у світі. Загальна довжина печери 42 км, глибина — 407 м, а об'єм крижаних наростів на її стінах і склепіннях перевищує 30 тисяч кубометрів. Численні проходи і лабіринти в горі Хохкогель утворилися під впливом річки Зальцах, яка протягом кількох тисячоліть розмивала вапнякові породи. А крижані стіни печери — результат танення снігу в Альпах: підталі снігові маси спускалися з гір і накопичувалися в печері, поступово перетворюючись на лід.

## Історія
Про печеру до 19 ст. знали місцеві мисливці. Вона була відкрита в 1879 році зальцбурзьким натуралістом Антоном фон Поссельт-Кцоріхом. Найповніше печера була обстежена спелеологом із Зальцбурга на ім'я Олександр фон Мерк, починаючи з 1912 року. У 1914 році під час I Світової війни він загинув і його прах був поміщений в одній з ніш цієї печери. Сьогодні печера Айсрізенвельт — популярне туристичне місце.

## Туризм
Перші екскурсії до печери пройшли в 1920 році. Сьогодні канатна дорога доставляє до 2500 гостей у день аж до найближчого до входу в печеру гірського притулку Dr.-Friedrich-Oedl-Haus, в рік це приблизно 150000 осіб. Відвідувачі отримують на час екскурсії карбідні лампи. 5 льодових фігур висвітлюються магнієвим світлом. 
Екскурсії проходять тільки по першому кілометру печери, який покритий льодом, проте навіть на цій невеликій ділянці туристів чекає багато цікавого. Це височенний сталагміт, названий на честь свого першовідкривача «Вежею Поссельта», «Велика крижана набережна», висота якої близько 25 метрів, химерні крижані утворення — «замок Хіміра», «Крижаний орган», «Вуаль Фрігге», «собор Олександра фон Мерка», а також чудовий «Крижаний палац», розташований на глибині близько 400 метрів. 
Туристи можуть відвідати печери Айсризенвельт в період з 1 травня по 26 жовтня. У липні і серпні екскурсії проводяться з 9:00 до 16:00, а в травні-червні і вересні-жовтні — з 9:00 до 15:30. Вартість екскурсії становить 39 євро, підйом на фунікулері на гору Хохкогель — включений в ціну. У зимові місяці вхід до печери закритий через лавинну небезпеку. Температура в печері влітку — 0 °C. Для відвідин є обов'язковим теплий одяг.

## Фотографії

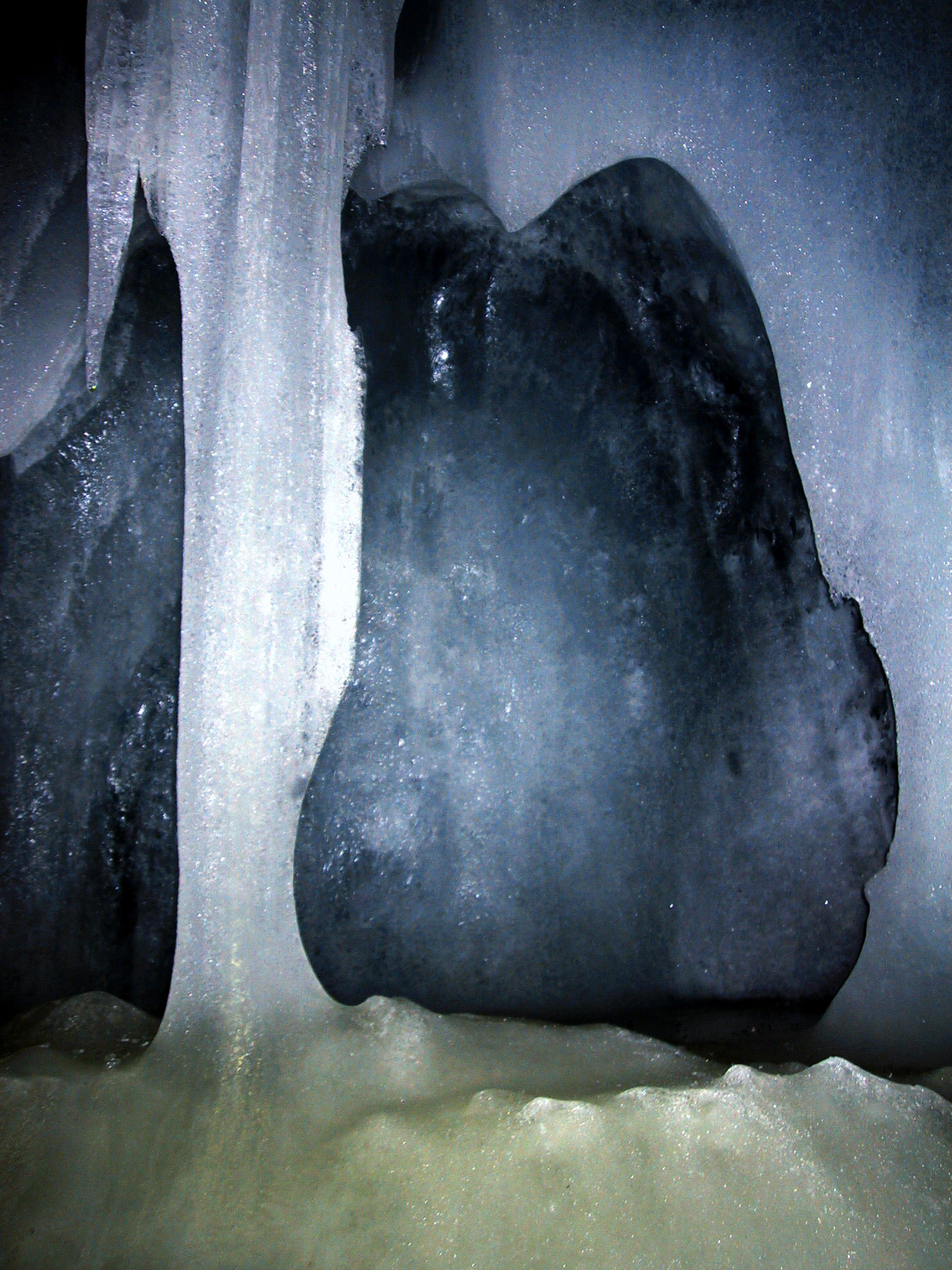
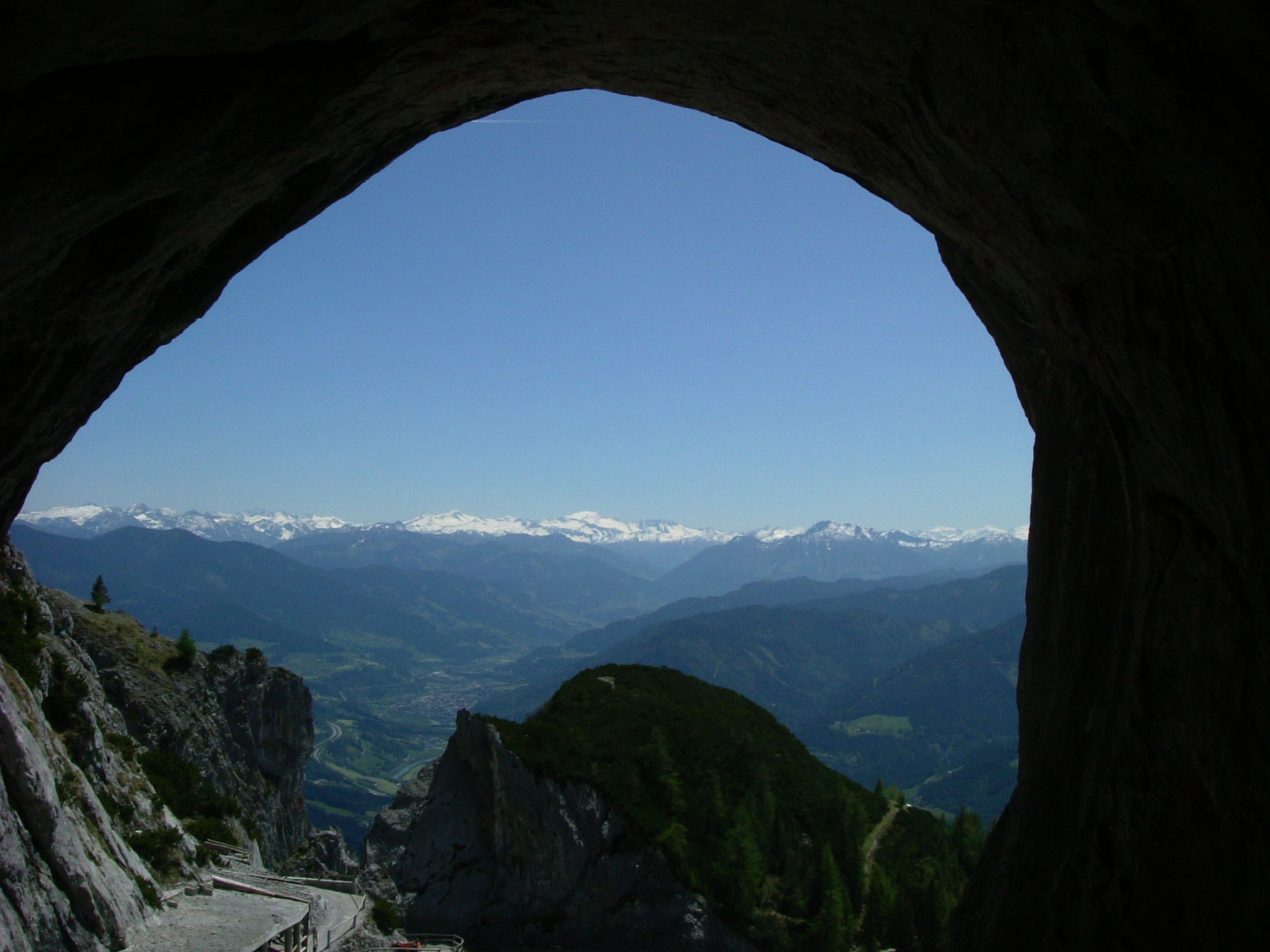